# Dreinervige Nabelmiere
Die Dreinervige Nabelmiere (Moehringia trinervia) ist eine Pflanzenart aus der Gattung Nabelmieren (Moehringia) innerhalb der Familie der Nelkengewächse (Caryophyllaceae).

## Beschreibung

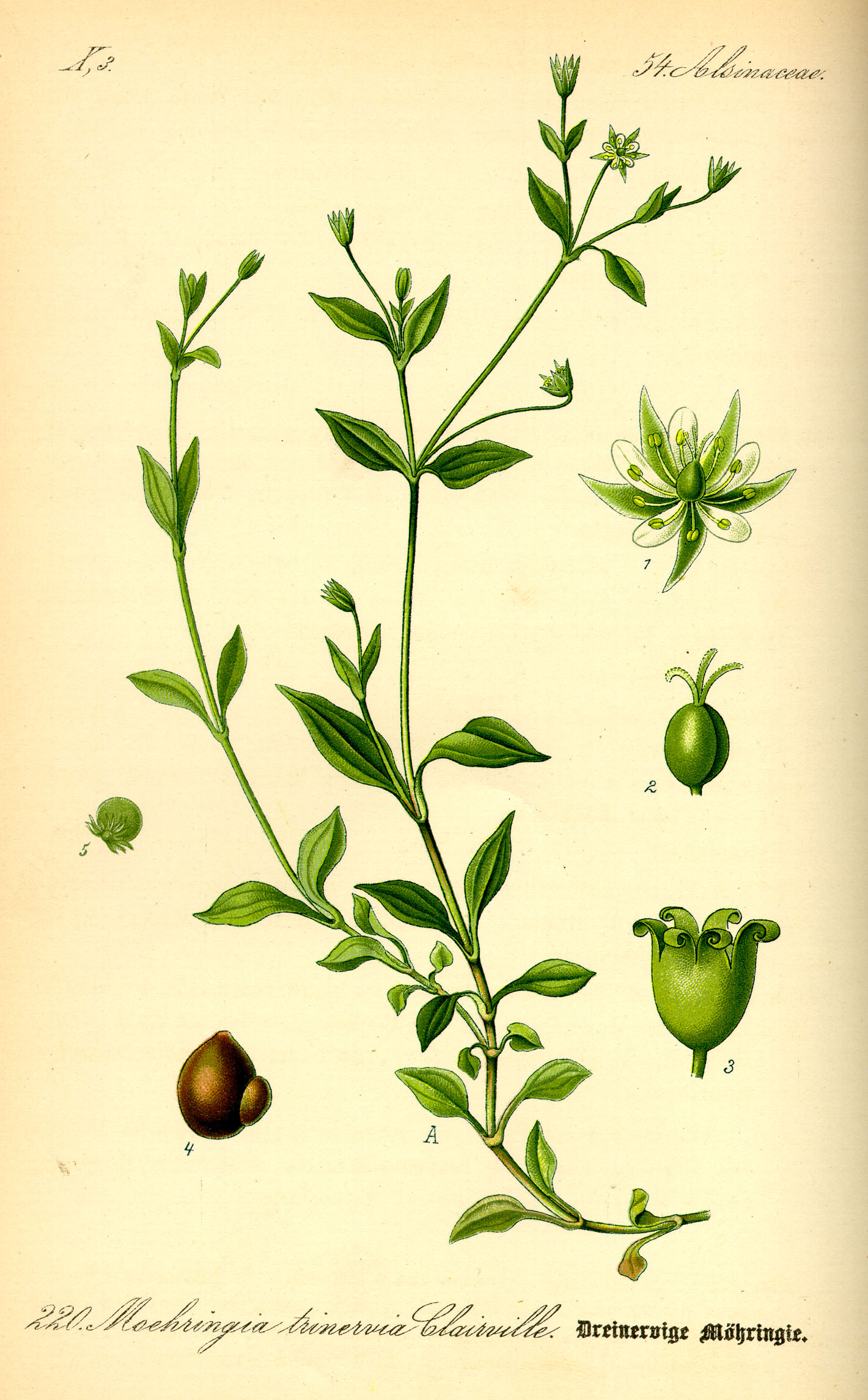
Illustration

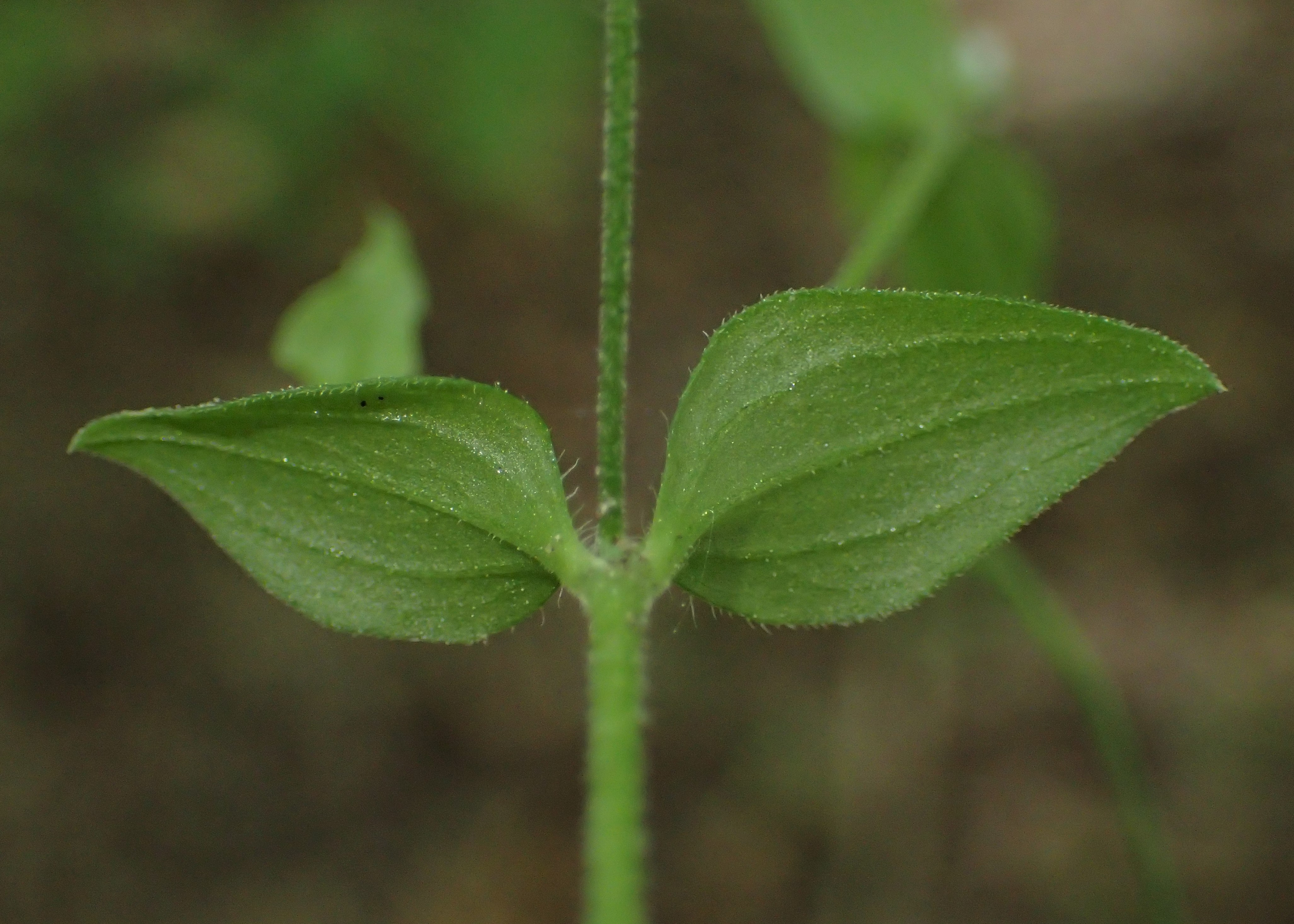
Stängel mit der Blattunterseite der gegenständigen Laubblätter

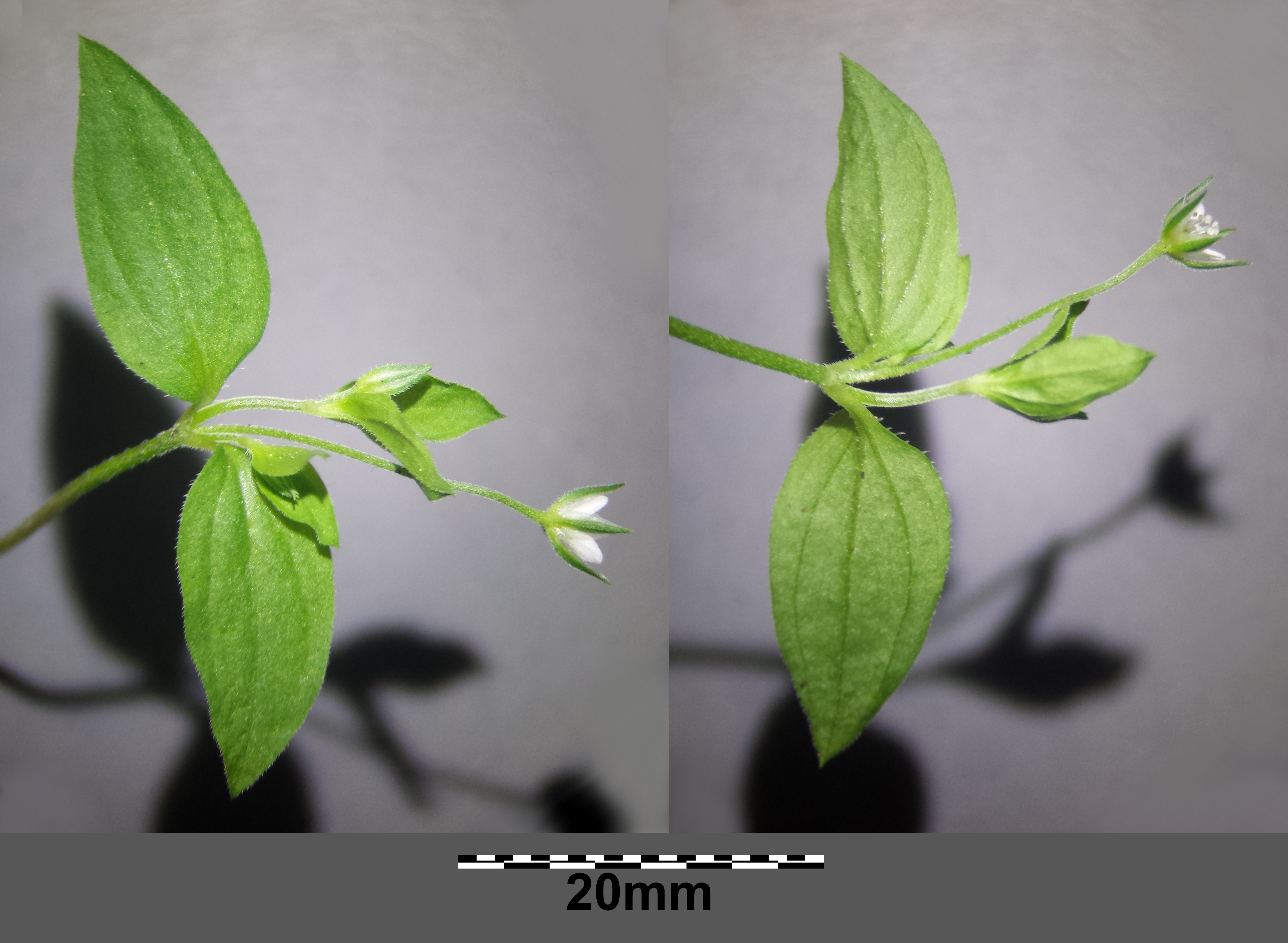
Stängel, gegenständige Laubblätter und gestielte Blüten

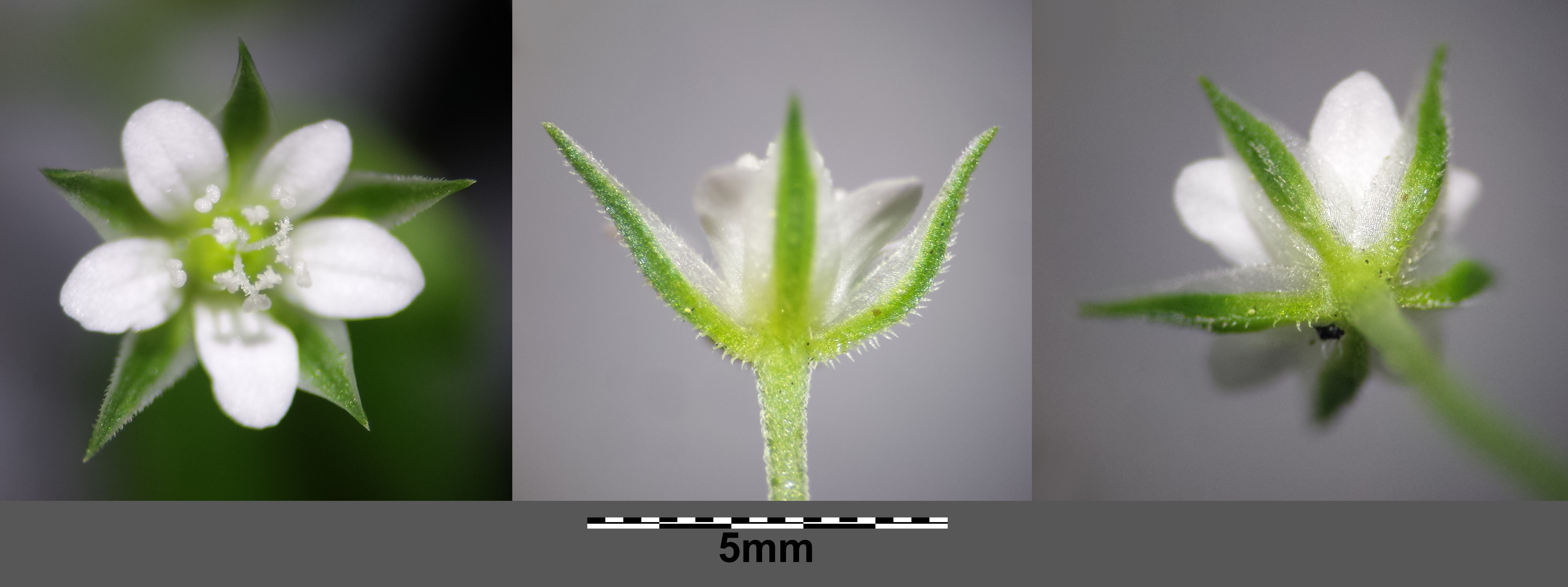
Radiärsymmetrische, fünfzählige Blüte

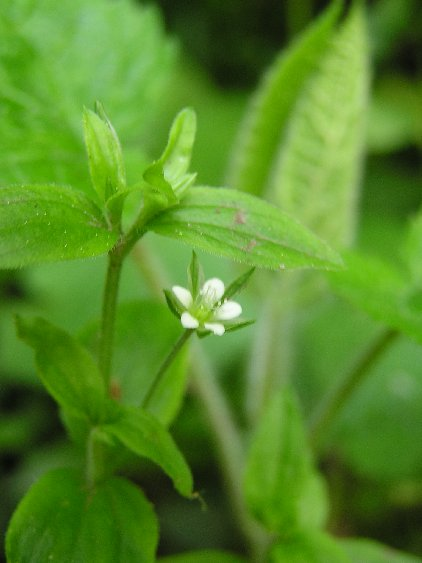
Stängel, gegenständige Laubblätter und gestielte Blüte

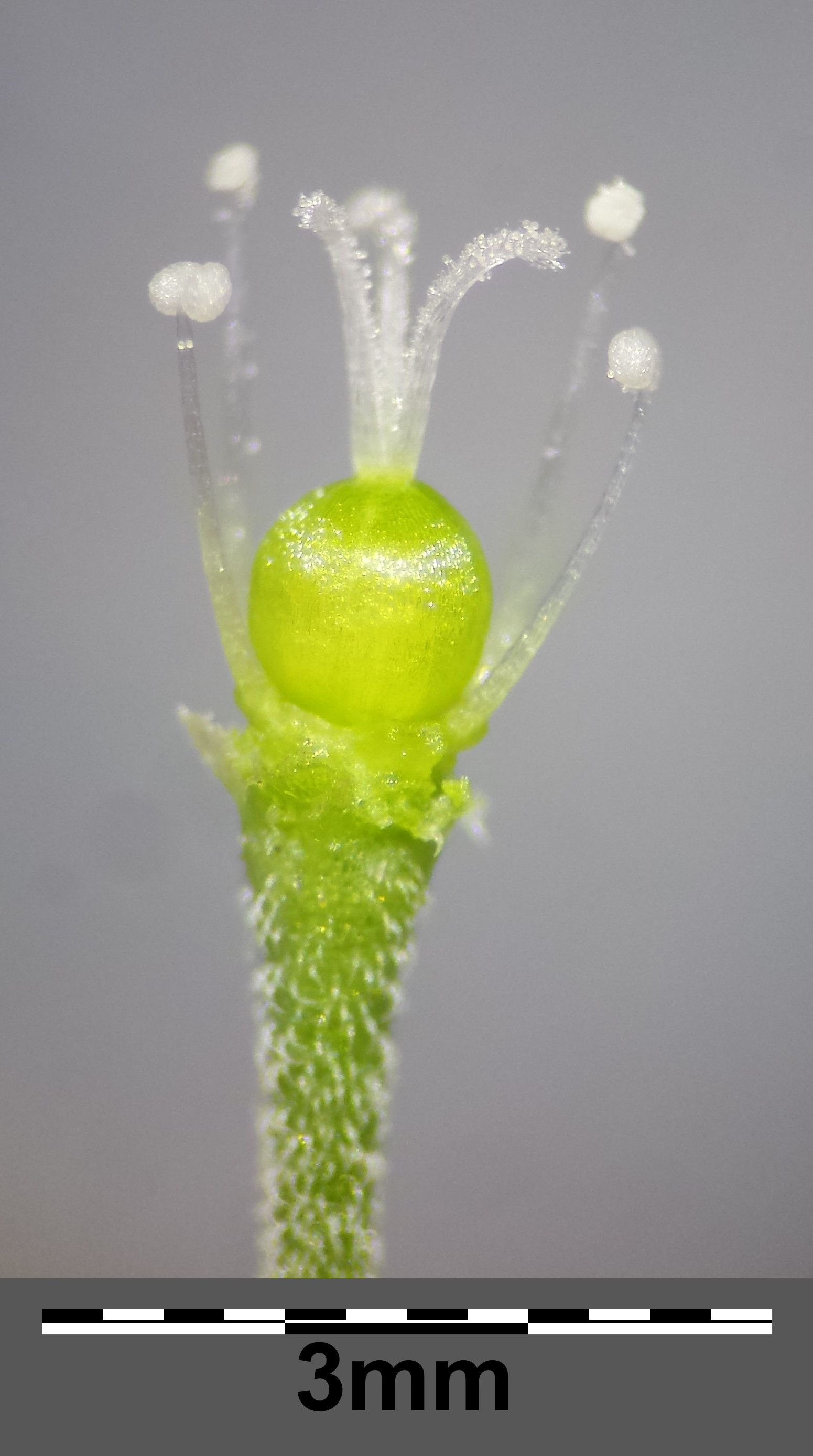
Fruchtknoten mit Griffelästen und Staubblättern

### Vegetative Merkmale
Bei der Dreinervigen Nabelmiere handelt sich um eine zarte, ein- bis zweijährige krautige Pflanze, die normalerweise Wuchshöhen von 10 bis 25 Zentimetern erreicht. Die niederliegenden oder aufsteigenden Stängel sind vom Grunde an verzweigt und rundum kurz behaart.
Die Laubblätter sind gegenständig am Stängel angeordnet. Die einfache Blattspreite ist bei einer Länge von 1 bis 2,5 Zentimetern breit-lanzettlich oder eiförmig mit zugespitztem oberem Ende und sie ist einmal bis doppelt so lang wie breit. Bestes Bestimmungsmerkmal sind die fast stets drei, manchmal auch fünf deutlich erkennbaren, bogigen Blattnerven; von dieser Blattnervatur ist das Artepitheton trinervia und deutschsprachige Trivialname Dreinervige Nabelmiere abgeleitet.

### Generative Merkmale
Die Blüten stehen einzeln auf langen Blütenstielen in den Blattachseln.
Die ziemlich unscheinbare, zwittrige Blüte ist bei einem Durchmesser von etwa 6 Millimetern radiärsymmetrisch und fünfzählig mit doppelter Blütenhülle. Die fünf grünen Kelchblätter sind bei einer Länge von 3,5 bis 4,5 Millimetern schmal-lanzettlich mit spitzem oberem Ende und weißlich gesäumt. Die fünf weißen Kronblätter sind höchstens halb so lang wie die Kelchblätter.
Die Kapselfrucht ist kürzer als der Kelch. Die rot-braunen bis schwarzen, fast glatten, glänzenden Samen sind nierenförmig-rundlich und auf dem Rücken scharf gekielt.
Die Chromosomengrundzahl beträgt x = 11; es liegt Diploidie mit einer Chromosomenzahl von 2n = 24 vor.

## Ökologie und Phänologie
Bei der Dreinervigen Nabelmiere handelt es sich um einen winterannuellen bis ausdauernden, hygromorphen, mesomorphen Hemikryptophyten. Die Blattspreiten haben durchscheinende Punkte, die durch große, morgensternartige Calciumoxalat-Kristalle, sogenannte Drusen, hervorgerufen werden.
Die Blüten sind schwach vormännliche „Nektar führende Scheibenblumen“. Bestäuber sind Zweiflügler und Bienen, aber auch spontane Selbstbestäubung ist möglich. Die Blütezeit reicht von Mai bis Juli.
Die Kapselfrüchte öffnen sich mit sechs bis acht nach unten umrollenden Zähnen. Die Samen besitzen ein ölhaltiges Elaiosom, das aus einer nabelartigen Verdickung des Samenstiels entstanden ist und zur Ameisenausbreitung dient. Fruchtreife reicht von Juni bis Oktober.

## Vorkommen
Man findet die Dreinervige Nabelmiere in weiten Teilen Europas, außer im hohen Norden, und in großen Teilen des gemäßigten Asiens.
Die Dreinervige Nabelmiere wächst an schattigen feuchten Standorten in Wäldern und Gebüschen. In Mitteleuropa ist sie sehr häufig, wird aber wegen ihrer unscheinbaren Blüten und der großen Ähnlichkeit ihres Habitus zur Vogelmiere leicht übersehen. In den Allgäuer Alpen steigt sie an der Schönberg-Alpe am Besler in Bayern bis zu einer Höhenlage von 1400 Metern auf. In der Schweiz erreicht sie im Kanton Wallis 1800 Meter.
Sie ist ein Mullbodenwurzler. Moehringia trinervia ist eine Charakterart des Epilobio-Geranietum-robertiani aus dem Alliarion-Verband, kommt aber auch in Pflanzengesellschaften des Atropetalia vor.
Die ökologischen Zeigerwerte nach Landolt et al. 2010 sind in der Schweiz: Feuchtezahl F = 3 (mäßig feucht), Lichtzahl L = 3 (halbschattig), Reaktionszahl R = 2 (sauer), Temperaturzahl T = 3 (montan), Nährstoffzahl N = 3 (mäßig nährstoffarm bis mäßig nährstoffreich), Kontinentalitätszahl K = 3 (subozeanisch bis subkontinental).

## Taxonomie
Die Erstveröffentlichung erfolgte 1753 unter dem Namen (Basionym) Arenaria trinervia durch Carl von Linné in Species Plantarum, Tomus I, S. 423. Die Neukombination zu Moehringia trinervia (L.) Clairv. wurde 1811 durch Joseph Philippe de Clairville in Manuel d’Herborisation en Suisse et en Valais, S. 150 veröffentlicht.